# Animal Farm (2025)
Animal Farm is een Canadees-Brits-Amerikaanse animatiefilm uit 2025, geregisseerd en geproduceerd door Andy Serkis. Het script werd geschreven door Nicholas Stoller op basis van een eerdere versie die mede werd geschreven door Rupert Wyatt en Serkis. De film is gebaseerd op het gelijknamig boek van George Orwell uit 1945.

## Verhaal
Het verhaal speelt zich af op de Manor Farm, de boerderij van Mr. Jones. Na een revolutie op deze boerderij, waarbij de mensen verjaagd worden, nemen de varkens, die de revolutie hebben geleid, geleidelijk aan de touwtjes in handen op het bedrijf. Twee varkens, Napoleon en Snowball, raken verwikkeld in een machtsstrijd die in de uitwijzing van Snowball culmineert. Het leven op het landbouwbedrijf wordt harder en harder voor de rest van de dieren. De varkens leggen steeds meer controles aan hen op terwijl ze voor zichzelf voorrechten opeisen.

## Stemverdeling
| Personage             | Engelse stem    | Nederlandse stem | Vlaamse stem |
| --------------------- | --------------- | ---------------- | ------------ |
| Napoleon              | Seth Rogen      |                  |              |
| Lucky                 | Gaten Matarazzo |                  |              |
| Moses                 | Steve Buscemi   |                  |              |
| Mollie                | Glenn Close     |                  |              |
| Puff                  | Laverne Cox     |                  |              |
| Squealer              | Kieran Culkin   |                  |              |
| Boxer                 | Woody Harrelson |                  |              |
| Snowball              | Jim Parsons     |                  |              |
| Benjamin              | Kathleen Turner |                  |              |
| Muriel                | Iman Vellani    |                  |              |
| Mr. Jones / Old Major | Andy Serkis     |                  |              |

## Productie
In juli 2011 werd aangekondigd dat er een speelfilmadaptatie van George Orwells novelle Animal Farm uit 1945 in ontwikkeling was, met Rupert Wyatt als regisseur. Wyatt en Andy Serkis, die hadden samengewerkt aan Rise of the Planet of the Apes, zouden samen het scenario schrijven. In oktober 2012 werd aangekondigd dat Serkis de regie op zich zou nemen, waarbij het project werd ontwikkeld als een HFR-3D-film. In augustus 2018 kocht Netflix de distributierechten voor de film.  Na talloze vertragingen begon Serkis opnieuw met de preproductie van het project, nadat hij zijn regiewerkzaamheden voor Venom: Let There Be Carnage (2021) had afgerond.
In april 2022 werd aangekondigd dat de productie van de animatiefilm was gestart bij Cinesite Studios, met een scenario geschreven door Nicholas Stoller. Serkis diende ook als producent, naast Adam Nagle, Dave Rosenbaum en Jonathan Cavendish, waarbij zowel Stoller als Wyatt als uitvoerende producenten zouden optreden. Het project is een gezamenlijke productie van Cinesite Studios, Aniventure en Imaginarium Productions, waarbij Netflix de distributierechten liet vallen. In april 2025 werd de stemmencast aangekondigd, met onder anderen Serkis, Seth Rogen, Steve Buscemi, Glenn Close, Iman Vellani, Kieran Culkin, Kathleen Turner en Woody Harrelson.

## Release
Animal Farm ging op 9 juni 2025 in première op het Festival international du film d'animation d'Annecy.